# Bahita maracana
Bahita maracana är en insektsart som beskrevs av Keti Maria Rocha Zanol 1997. Bahita maracana ingår i släktet Bahita och familjen dvärgstritar. Inga underarter finns listade i Catalogue of Life.